# Cineplexx Blue Devils
I Cineplexx Blue Devils  sono una squadra di football americano di Hohenems, in Austria.

## Storia
La squadra è stata fondata nel 1998 e ha vinto un'edizione della CEFL Cup; ha partecipato al campionato austriaco, a quello svizzero (in Lega Nazionale A nel 2010 e nel 2011, in Lega C nel 2013) e alla CEFL. Nel 2014 hanno partecipato alla IFAF Europe Champions League.
Il loro campo casalingo è lo Stadion Herrenried di Hohenems.

## Dettaglio stagioni

### Tackle football

#### Tornei nazionali

##### Campionato

###### AFL
| Stagione | regular season | regular season | regular season | regular season | regular season | regular season | playoff | playoff | playoff | playoff | playoff | playoff   | playoff        |
|          | Vin            | Par            | Per            | Tot            | PF             | PS             | Vin     | Per     | Tot     | PF      | PS      | risultato | avversaria     |
| -------- | -------------- | -------------- | -------------- | -------------- | -------------- | -------------- | ------- | ------- | ------- | ------- | ------- | --------- | -------------- |
| 2004     | 2              | 0              | 4              | 6              | 149            | 157            | -       | -       | -       | -       | -       | -         | -              |
| 2007     | 0              | 0              | 7              | 7              | 136            | 250            | -       | -       | -       | -       | -       | -         | -              |
| 2008     | 2              | 0              | 4              | 6              | 155            | 202            | -       | -       | -       | -       | -       | -         | -              |
| 2009     | 4              | 0              | 4              | 8              | 199            | 157            | 0       | 1       | 1       | 14      | 17      | Wild Card | Vienna Vikings |
| 2016     | 2              | 0              | 8              | 10             | 232            | 376            | -       | -       | -       | -       | -       | -         | -              |
| 2017     | 1              | 0              | 9              | 10             | 163            | 555            | -       | -       | -       | -       | -       | -         | -              |
| Totale   | 11             | 0              | 36             | 47             | 1034           | 1697           | 0       | 1       | 1       | 14      | 17      |           |                |

Fonti: Enciclopedia del Football - A cura di Massimo Mezzetti

###### Lega Nazionale A/Campionato SAFV
| Stagione | regular season | regular season | regular season | regular season | regular season | regular season | playoff | playoff | playoff | playoff | playoff | playoff    | playoff                 |
|          | Vin            | Par            | Per            | Tot            | PF             | PS             | Vin     | Per     | Tot     | PF      | PS      | risultato  | avversaria              |
| -------- | -------------- | -------------- | -------------- | -------------- | -------------- | -------------- | ------- | ------- | ------- | ------- | ------- | ---------- | ----------------------- |
| 2010     | 6              | 0              | 4              | 10             | 271            | 185            | 0       | 1       | 1       | 26      | 34      | Semifinale | Gladiators Beider Basel |
| 2011     | 7              | 0              | 3              | 10             | 362            | 209            | 0       | 1       | 1       | 15      | 26      | Semifinale | Gladiators Beider Basel |
| Totale   | 13             | 0              | 7              | 20             | 633            | 394            | 0       | 2       | 2       | 41      | 60      |            |                         |

Fonti: Enciclopedia del Football - A cura di Massimo Mezzetti; Sito storico SAFV

###### Austrian Football Division 1/AFL - Division I
| Stagione | regular season | regular season | regular season | regular season | regular season | regular season | playoff | playoff | playoff | playoff | playoff | playoff    | playoff              |
|          | Vin            | Par            | Per            | Tot            | PF             | PS             | Vin     | Per     | Tot     | PF      | PS      | risultato  | avversaria           |
| -------- | -------------- | -------------- | -------------- | -------------- | -------------- | -------------- | ------- | ------- | ------- | ------- | ------- | ---------- | -------------------- |
| 2010     | 0              | 0              | 6              | 6              | 73             | 252            | 0       | 1       | 1       | 0       | 35      | Semifinale | Lower Austria Titans |
| 2013     | 8              | 0              | 0              | 8              | 388            | 116            | 2       | 0       | 2       | 95      | 48      | Campioni   | Vienna Vikings 2     |
| 2014     | 1              | 0              | 7              | 8              | 109            | 234            | -       | -       | -       | -       | -       | -          | -                    |
| 2015     | 8              | 0              | 0              | 8              | 320            | 86             | 2       | 0       | 2       | 90      | 42      | Campioni   | AFC Rangers          |
| 2018     | 4              | 0              | 4              | 8              | 191            | 130            | -       | -       | -       | -       | -       | -          | -                    |
| 2019     | 6              | 0              | 2              | 8              | 224            | 155            | 2       | 0       | 2       | 45      | 37      | Campioni   | Bratislava Monarchs  |
| 2021     | 2              | 0              | 4              | 6              | 95             | 148            | -       | -       | -       | -       | -       | -          | -                    |
| 2022     | 6              | 0              | 2              | 8              | 234            | 149            | 0       | 1       | 1       | 18      | 49      | Semifinale | Fehérvár Enthroners  |
| 2023     | 6              | 0              | 2              | 8              | 247            | 140            | 0       | 1       | 1       | 21      | 27      | Semifinale | Vienna Knights       |
| 2024     | 4              | 0              | 4              | 8              | 156            | 155            | -       | -       | -       | -       | -       | -          | -                    |
| Totale   | 45             | 0              | 31             | 76             | 2017           | 1565           | 6       | 3       | 9       | 269     | 238     |            |                      |

Fonti: Enciclopedia del Football - A cura di Massimo Mezzetti

###### Austrian Football Division 2
| Stagione | regular season | regular season | regular season | regular season | regular season | regular season | playoff | playoff | playoff | playoff | playoff | playoff        | playoff             |
|          | Vin            | Par            | Per            | Tot            | PF             | PS             | Vin     | Per     | Tot     | PF      | PS      | risultato      | avversaria          |
| -------- | -------------- | -------------- | -------------- | -------------- | -------------- | -------------- | ------- | ------- | ------- | ------- | ------- | -------------- | ------------------- |
| 2011     | 4              | 0              | 2              | 6              | 162            | 84             | 1       | 1       | 2       | 58      | 27      | Challenge Bowl | Zagreb Patriots     |
| 2012     | 6              | 0              | 0              | 6              | 176            | 45             | 2       | 0       | 2       | 58      | 18      | Campioni       | Budapest Hurricanes |
| Totale   | 10             | 0              | 2              | 12             | 338            | 129            | 3       | 1       | 4       | 116     | 45      |                |                     |

Fonti: Enciclopedia del Football - A cura di Massimo Mezzetti

###### Lega Nazionale C/Lega C
| Stagione | regular season | regular season | regular season | regular season | regular season | regular season | playoff | playoff | playoff | playoff | playoff | playoff   | playoff    |
|          | Vin            | Par            | Per            | Tot            | PF             | PS             | Vin     | Per     | Tot     | PF      | PS      | risultato | avversaria |
| -------- | -------------- | -------------- | -------------- | -------------- | -------------- | -------------- | ------- | ------- | ------- | ------- | ------- | --------- | ---------- |
| 2013     | 0              | 0              | 8              | 8              | 42             | 340            | -       | -       | -       | -       | -       | -         | -          |
| Totale   | 0              | 0              | 8              | 8              | 42             | 340            | -       | -       | -       | -       | -       |           |            |

Fonte: Sito storico SAFV

###### AFL - Division IV
| Stagione | regular season | regular season | regular season | regular season | regular season | regular season | playoff | playoff | playoff | playoff | playoff | playoff   | playoff    |
|          | Vin            | Par            | Per            | Tot            | PF             | PS             | Vin     | Per     | Tot     | PF      | PS      | risultato | avversaria |
| -------- | -------------- | -------------- | -------------- | -------------- | -------------- | -------------- | ------- | ------- | ------- | ------- | ------- | --------- | ---------- |
| 2016     | 0              | 0              | 6              | 6              | 8              | 196            | -       | -       | -       | -       | -       | -         | -          |
| Totale   | 0              | 0              | 6              | 6              | 8              | 196            | -       | -       | -       | -       | -       |           |            |

Fonti: Enciclopedia del Football - A cura di Massimo Mezzetti

##### Campionati giovanili

###### Under-19/Juniorenliga
| Stagione | regular season | regular season | regular season | regular season | regular season | regular season | playoff | playoff | playoff | playoff | playoff | playoff   | playoff    |
|          | Vin            | Par            | Per            | Tot            | PF             | PS             | Vin     | Per     | Tot     | PF      | PS      | risultato | avversaria |
| -------- | -------------- | -------------- | -------------- | -------------- | -------------- | -------------- | ------- | ------- | ------- | ------- | ------- | --------- | ---------- |
| 2011     | 0              | 0              | 8              | 8              | 60             | 267            | -       | -       | -       | -       | -       | -         | -          |
| Totale   | 0              | 0              | 8              | 8              | 60             | 267            | -       | -       | -       | -       | -       |           |            |

Fonte: Sito storico SAFV

###### Under-16
| Stagione | regular season | regular season | regular season | regular season | regular season | regular season | playoff | playoff | playoff | playoff | playoff | playoff   | playoff         |
|          | Vin            | Par            | Per            | Tot            | PF             | PS             | Vin     | Per     | Tot     | PF      | PS      | risultato | avversaria      |
| -------- | -------------- | -------------- | -------------- | -------------- | -------------- | -------------- | ------- | ------- | ------- | ------- | ------- | --------- | --------------- |
| 2011     | 6              | 0              | 0              | 6              | 224            | 88             | 0       | 1       | 1       | 16      | 26      | Finale    | Calanda Broncos |
| 2014     | 2              | 0              | 4              | 6              | 54             | 129            | -       | -       | -       | -       | -       | -         | -               |
| Totale   | 8              | 0              | 4              | 12             | 278            | 217            | 0       | 1       | 1       | 16      | 26      |           |                 |

Fonte: Sito storico SAFV

#### Tornei internazionali

##### IFAF Europe Champions League
| Stagione | regular season | regular season | regular season | regular season | regular season | regular season | playoff | playoff | playoff | playoff | playoff | playoff   | playoff    |
|          | Vin            | Par            | Per            | Tot            | PF             | PS             | Vin     | Per     | Tot     | PF      | PS      | risultato | avversaria |
| -------- | -------------- | -------------- | -------------- | -------------- | -------------- | -------------- | ------- | ------- | ------- | ------- | ------- | --------- | ---------- |
| 2014     | 1              | 0              | 1              | 2              | 25             | 77             | -       | -       | -       | -       | -       | -         | -          |
| Totale   | 1              | 0              | 1              | 2              | 25             | 77             | -       | -       | -       | -       | -       |           |            |

Fonti: Enciclopedia del Football - A cura di Massimo Mezzetti

##### Central European Football League
| Stagione | regular season | regular season | regular season | regular season | regular season | regular season | playoff | playoff | playoff | playoff | playoff | playoff    | playoff        |
|          | Vin            | Par            | Per            | Tot            | PF             | PS             | Vin     | Per     | Tot     | PF      | PS      | risultato  | avversaria     |
| -------- | -------------- | -------------- | -------------- | -------------- | -------------- | -------------- | ------- | ------- | ------- | ------- | ------- | ---------- | -------------- |
| 2015     | 0              | 0              | 3              | 3              | 50             | 139            | 0       | 1       | 1       | 0       | 35      | Semifinale | Novi Sad Dukes |
| 2016     | 0              | 0              | 2              | 2              | 26             | 77             | -       | -       | -       | -       | -       | -          | -              |
| Totale   | 0              | 0              | 5              | 5              | 76             | 216            | 0       | 1       | 1       | 0       | 35      |            |                |

Fonti: Enciclopedia del Football - A cura di Massimo Mezzetti

##### CEFL Cup
| Stagione | regular season | regular season | regular season | regular season | regular season | regular season | playoff | playoff | playoff | playoff | playoff | playoff   | playoff               |
|          | Vin            | Par            | Per            | Tot            | PF             | PS             | Vin     | Per     | Tot     | PF      | PS      | risultato | avversaria            |
| -------- | -------------- | -------------- | -------------- | -------------- | -------------- | -------------- | ------- | ------- | ------- | ------- | ------- | --------- | --------------------- |
| 2013     | -              | -              | -              | -              | -              | -              | 1       | 0       | 1       | 49      | 26      | Campioni  | Belgrade Blue Dragons |
| Totale   | -              | -              | -              | -              | -              | -              | 1       | 0       | 1       | 49      | 26      |           |                       |

Fonti: Enciclopedia del Football - A cura di Massimo Mezzetti

##### EFAF Cup
| Stagione | regular season | regular season | regular season | regular season | regular season | regular season | playoff | playoff | playoff | playoff | playoff | playoff   | playoff    |
|          | Vin            | Par            | Per            | Tot            | PF             | PS             | Vin     | Per     | Tot     | PF      | PS      | risultato | avversaria |
| -------- | -------------- | -------------- | -------------- | -------------- | -------------- | -------------- | ------- | ------- | ------- | ------- | ------- | --------- | ---------- |
| 2011     | 0              | 0              | 1              | 1              | 7              | 51             | -       | -       | -       | -       | -       | -         | -          |
| 2012     | 0              | 0              | 2              | 2              | 15             | 121            | -       | -       | -       | -       | -       | -         | -          |
| Totale   | 0              | 0              | 3              | 3              | 22             | 172            | -       | -       | -       | -       | -       |           |            |

Fonti: Sito Eurobowl.info Archiviato il 19 ottobre 2017 in Internet Archive. - A cura di Roberto Mezzetti;

### Riepilogo fasi finali disputate
| Anno           | Luogo            | Evento                       | Fase del torneo | Incontro                                        | Risultato     |
| 21 giugno 2009 | Hohenems         | AFL                          | Wild Card       | Cineplexx Blue Devils - Vienna Vikings          | 14 - 17       |
| 19 giugno 2010 | Maria Enzersdorf | Austrian Football Division 1 | Semifinale      | Lower Austria Titans - Cineplexx Blue Devils    | 35 - 0 d.g.s. |
| 11 luglio 2010 |                  | Lega Nazionale A             | Semifinale      | Gladiators Beider Basel - Cineplexx Blue Devils | 34 - 26       |
| 3 luglio 2011  |                  | Austrian Football Division 2 | Challenge Bowl  | Cineplexx Blue Devils 2 - Zagreb Patriots       | 22 - 27       |
| 10 luglio 2011 | Hohenems         | Lega Nazionale A             | Semifinale      | Cineplexx Blue Devils - Gladiators Beider Basel | 15 - 26       |
| 24 giugno 2012 |                  | Austrian Football Division 2 | Iron Bowl       | Cineplexx Blue Devils 2 - Budapest Hurricanes   | 14 - 6        |
| 16 marzo 2013  | Belgrado         | CEFL Cup                     | Finale          | Belgrade Blue Dragons - Cineplexx Blue Devils   | 26 - 49       |
| 7 luglio 2013  | Hohenems         | Austrian Football Division 1 | Silver Bowl     | Cineplexx Blue Devils - Vienna Vikings 2        | 49 - 48       |
| 28 giugno 2015 |                  | CEFL                         | Semifinale      | Novi Sad Dukes - Cineplexx Blue Devils          | 35 - 0 d.g.s. |
| 11 luglio 2015 |                  | AFL - Division I             | Silver Bowl     | AFC Rangers Mödling - Cineplexx Blue Devils     | 28 - 47       |
| 27 luglio 2019 | Sankt Pölten     | AFL - Division I             | Silverbowl      | Bratislava Monarchs - Cineplexx Blue Devils     | 10 - 17       |
| 17 luglio 2022 |                  | AFL - Division I             | Semifinale      | Fehérvár Enthroners - Cineplexx Blue Devils     | 49 - 18       |
| 16 luglio 2023 | Ottakring        | AFL - Division I             | Semifinale      | Vienna Knights - Cineplexx Blue Devils          | 27 - 21       |

## Palmarès
- 1 CEFL Cup (2013)
- 4 Silver Bowl (2000, 2013, 2015, 2019)
- 2 Challenge Bowl/Iron Bowl (terzo livello) (2004, 2012)
- 3 Bodensee-Cup (2005, 2007, 2008)